# Ricardo Córdoba
Ricardo Alberto Córdoba Mosque (* 11. Oktober 1982 in San Marta) ist ein ehemaliger panamaischer Boxer im Superbantamgewicht. 

## Karriere
Córdoba seine ersten 25 Kämpfe, die meisten davon vorzeitig. Am 18. September 2008 bezwang er Luis Alberto Pérez nach Punkten und wurde dadurch WBA-Interims-Weltmeister. Am 21. November desselben Jahres wurde er kampflos zum regulären WBA-Weltmeister ernannt. Diesen Titel verlor er bereits in seiner ersten Titelverteidigung an Bernard Dunne durch technischen K. o. in Runde 11. 
Im Jahre 2012 beendete er seine Karriere.